# سیارک ۲۲۰۵۷
سیارک ۲۲۰۵۷ (به انگلیسی: 22057 Brianking، نامگذاری:2000AE52) بیست و دو هزار و پنجاه و هفتمین سیارک کشف شده‌است که در ۴ ژانویه ۲۰۰۰ کشف شد.
قدر مطلق سیارک برابر ۱۲.۳ است.